# Monika Dethier-Neumann
Monika Dethier-Neumann (ur. 23 lutego 1960 w Eupen) – belgijska niemieckojęzyczna samorządowiec i przedsiębiorca, w 2009 przewodnicząca Parlamentu Walońskiego.

## Życiorys
Należy do mniejszości niemieckojęzycznej w Belgii, zamieszkuje w Niemieckojęzycznej Wspólnocie Belgii. W 1980 ukończyła Institut Saint-Luc w Liège jako specjalistka architektury wnętrz. Pracowała w zakładzie stolarskim i jako animator młodzieży. Od 1992 zajmowała się działalnością na własny rachunek w zakresie projektowania wnętrz.
Związała się z ugrupowaniem Ecolo. W 2001 po raz pierwszy wybrano ją do rady miejskiej Eupen, została także doradcą w parlamencie Niemieckojęzycznej Wspólnoty Belgii. W 2004 i 2009 wybierana do Parlamentu Walońskiego (jako pierwszego w historii niemieckojęzycznego reprezentanta), od czerwca do lipca 2009 czasowo pełniła funkcję jego przewodniczącej (zastąpiła ją Emily Hoyos). W 2012 powróciła do rady miejskiej Eupen, a w 2014 kandydowała do Parlamentu Europejskiego. W październiku 2013 przeżyła poważny wypadek samochodowy, w wyniku którego na kilka miesięcy wycofała się z polityki. W 2014 została współprzewodniczącą Ecolo w Eupen i Malmedy.
Zamężna z architektem Dominique Dethierem, z którym ma trzech synów.